# Paul Scheffer (Maler)

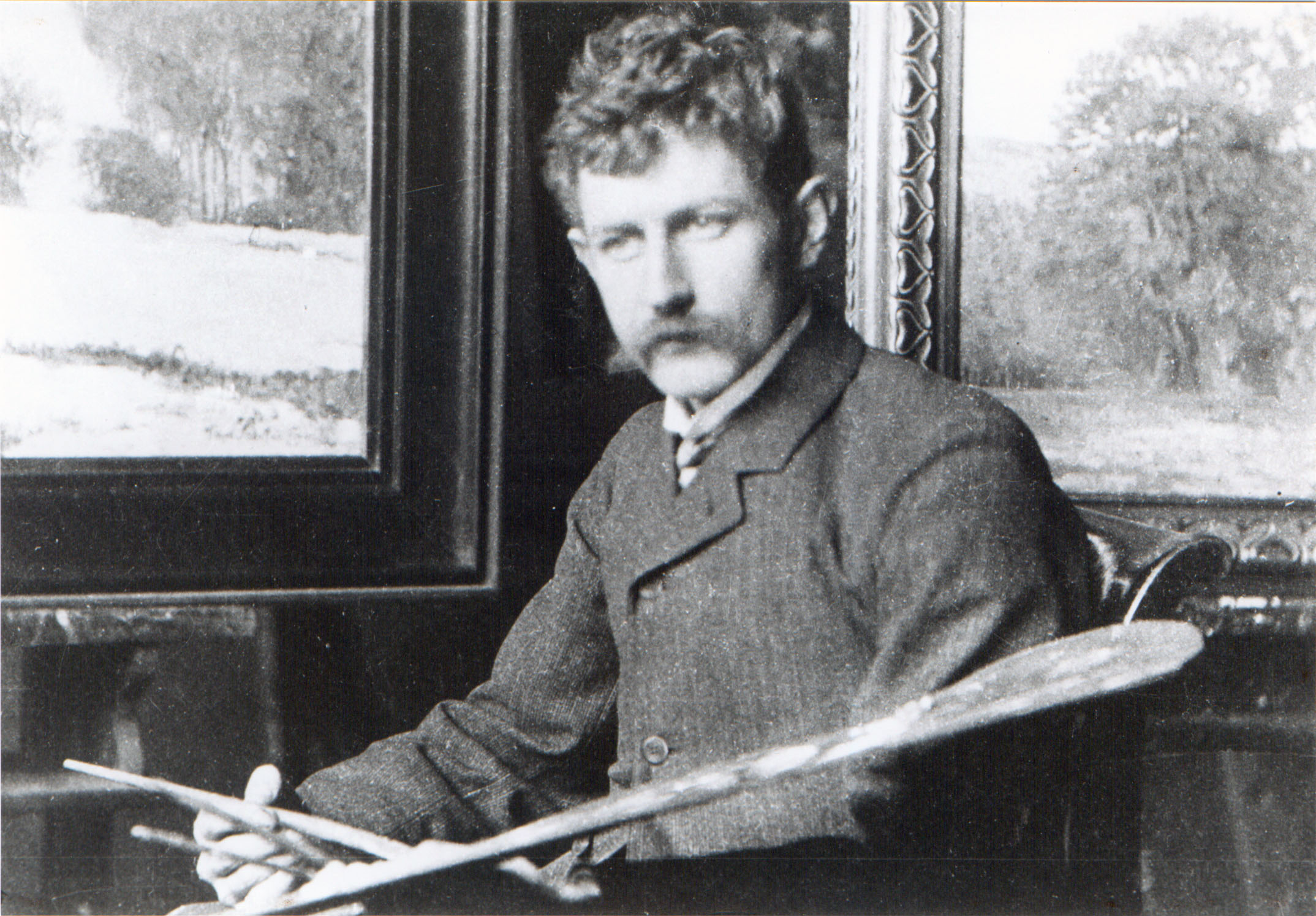
Der Maler Paul Scheffer

Paul Scheffer (* 20. April 1877 in Kassel; † 4. April 1916 in Berlin) war ein deutscher Maler.

## Leben

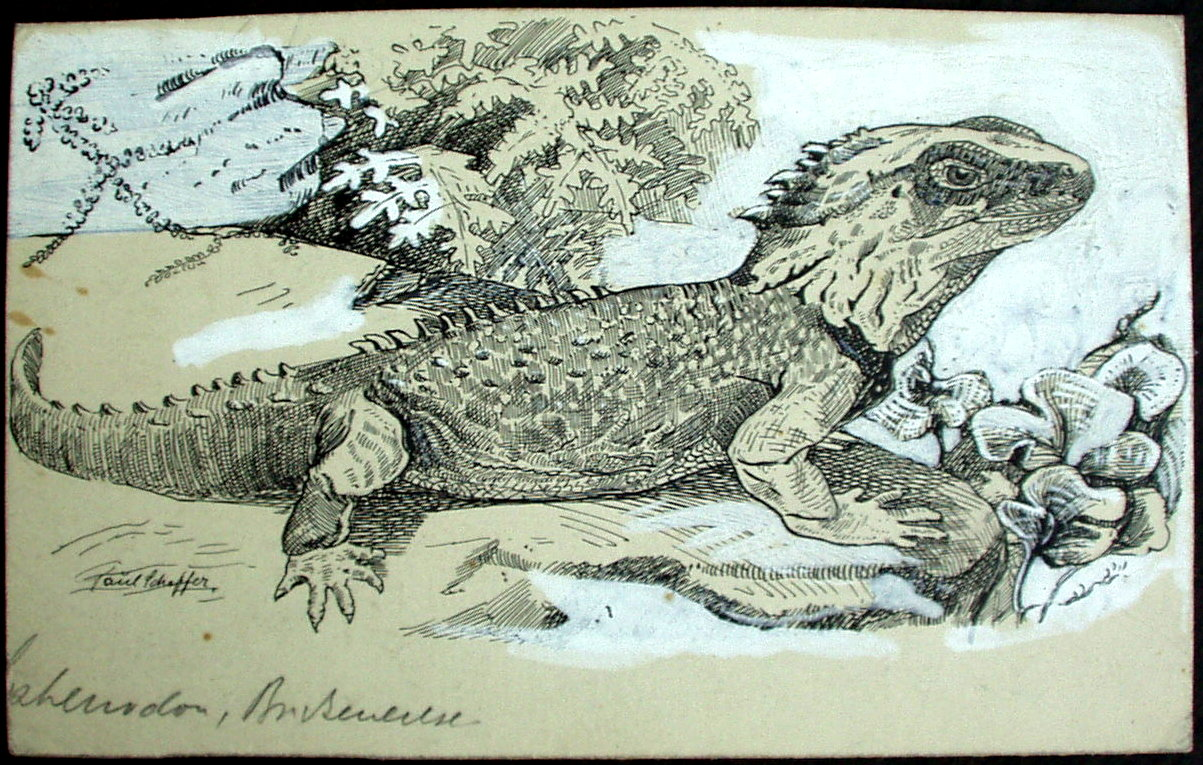
Brückenechse von Paul Scheffer

Paul Scheffer besuchte vier Jahre die Kunstakademie in Kassel und ein Jahr die in Düsseldorf, bevor er 1896 an die Kunstakademie in Karlsruhe wechselte zu Robert Poetzelberger, danach zu Viktor Weishaupt, als dessen Schüler er sich neben der Landschaftsmalerei viel mit Tierstudien beschäftigt hat. Ein Schwerpunkt in Karlsruhe lag unter anderem auf der Kunst der Lithographie. Paul Scheffer kehrte nach dem Tode seines Lehrers Weishaupt 1905 nach Kassel zurück. Wegen seiner hervorragenden Beobachtungen und Zeichnungen von Tieren bekam er den Auftrag, an Otto Schmeils Lehrbuch der Zoologie mitzuarbeiten.
Als das 1905–1909 erbaute Rathaus zu Kassel ausgemalt werden sollte, errang Scheffer 1908 den 1. Preis des dazu ausgeschriebenen Wettbewerbs und bekam den Auftrag zur Ausmalung. Bantzer schrieb später (1939): „Das Kasseler Leben schilderte der im Weltkrieg gefallene Paul Scheffer in seinen friesartigen Gemälden im neuen Kasseler Rathaus. Kasseler Bürger und Militär, sowie Landleute auf dem Wege zum Markte ziehen hier an uns vorüber“. Für diesen umfangreichen Auftrag ließen sich viele Kasseler Bürger porträtieren, und Bauern kamen mit ihren Tieren in die Stadt, um Modell zu stehen. 1912 erhielt Scheffer den Auftrag, zusammen mit Arno Weber in der Kasseler Stadthalle einen Saal mit einem Fries allegorischer Darstellungen auszumalen. Die Arbeit wurde knapp vor dem Kriegsausbruch 1914 vollendet. Dieser Fries wurde vor einigen Jahren restauriert und schmückt heute den „blauen“ Gesellschaftssaal der Stadthalle.
Scheffer gehörte zu der neuen Künstlergruppe, die Hessen, mit denen er viele Ausstellungen organisierte. Auch weilte er regelmäßig in Willingshausen. Er fand dort viele Schwälmer Motive, skizzierte die Trachten und malte das Leben der Bauern. Er erntete große Anerkennung auch von Carl Bantzer, mit dem ihn lange ein freundschaftlicher Briefwechsel verband. Da seine Schwiegereltern in England wohnten, verbrachte er dort längere Zeiten mit seiner Familie. Die vielen Bilder aus England spiegeln die Faszination wider, die Meer und Felsen, Sonne, Wolken und Nebel im ständigen Wechsel ausübten.

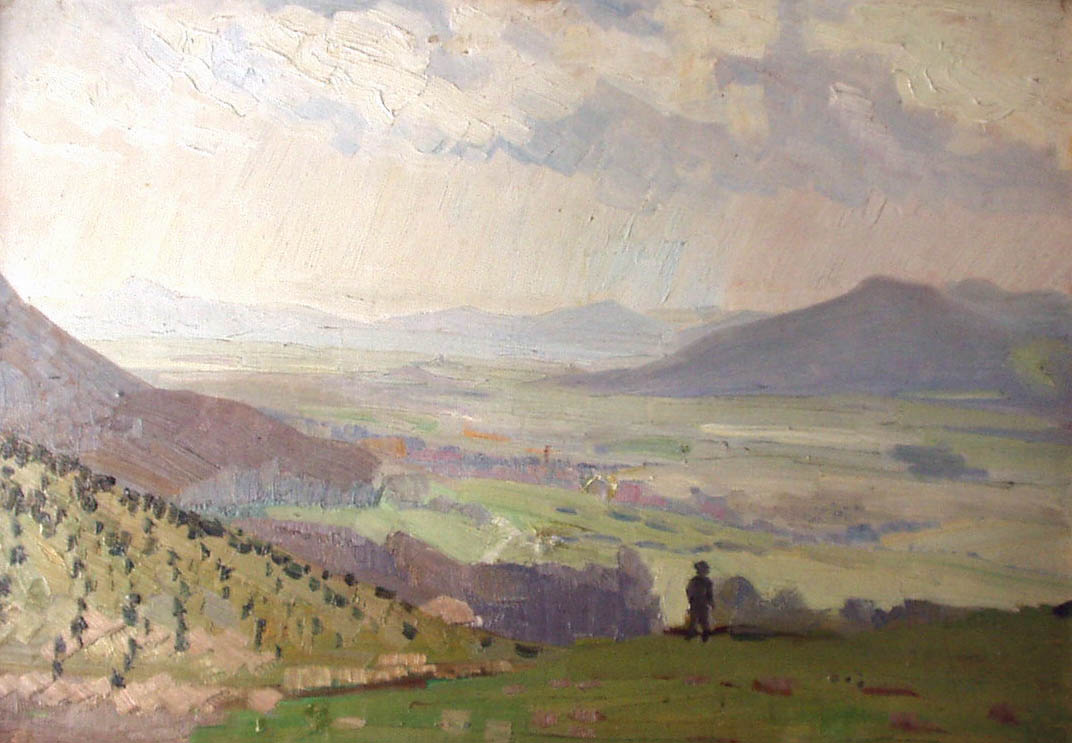
Paul Scheffer: Blick in die hessische Landschaft

Scheffer liebte aber vor allem die hessische Landschaft mit ihren wechselnden Stimmungen zu allen Jahreszeiten: die weiten Blicke in die hessische Landschaft, mit kleinen Dörfern zwischen den Feldern, mit darüber hinziehenden Wolken, die die Landschaft zu Leben erwecken, oder alte Bäume – kahl, mit Blüten, im Herbstlaub und im Schnee. Scheffer erarbeitete auch eine Reihe von Lithographien; unter anderem entstand die „Rotenburger Mappe“, das sind elf Steindrucke mit Ansichten von Rotenburg an der Fulda.
Zu Beginn Ersten Weltkriegs 1914 wurde Scheffer zuerst als Krankenpfleger, später als Soldat eingezogen. 1916 wurde er bei Verdun verwundet und nach Berlin in ein Krankenhaus gebracht, wo er die Operation nicht überlebte. Mit 39 Jahren stand Scheffer eigentlich erst am Beginn eines eigenen Stiles, der durch die reife, sichere und doch lockere Pinselführung seine späteren Skizzen und Bilder so lebendig und spontan wirken lässt.